# Raziel García
Raziel Samir Fernando García Paredes, noto semplicemente come Reziel García (Lima, 15 febbraio 1994), è un calciatore peruviano, centrocampista dell'Univ. San Martín e della nazionale peruviana.

## Caratteristiche tecniche
È un centrocampista offensivo.

## Carriera

### Club
Cresciuto nel settore giovanile dell'Univ. San Martín, debutta in prima squadra l'8 aprile 2012 in occasione dell'incontro del Campeonato Descentralizado pareggiato 1-1 contro il José Gálvez; due settimane più tardi realizza la sua prima rete nella vittoria per 2-1 contro il Cobresol.
Nelle stagioni seguenti fatica ad imporsi con continuità e nel 2017 viene ceduto a titolo definitivo all'Unión Huaral in seconda divisione; dopo una sola stagione passa all'U. César Vallejo dove nel 2018 vince il campionato facendo ritorno in prima divisione.
Nel 2021 si trasferisce al Cienciano.

### Nazionale
È stato convocato dalle selezioni giovanili del Perù con cui ha disputato il Campionato sudamericano Under-17 nel 201 ed il Campionato sudamericano Under-20 nel 2013.
Nel 2021 viene inserito nella lista dei convocati per la Copa América 2021.

## Statistiche
Statistiche aggiornate al 13 giugno 2021.

### Presenze e reti nei club
| Stagione        | Squadra          | Campionato      | Campionato | Campionato | Coppe nazionali | Coppe nazionali | Coppe nazionali | Coppe continentali | Coppe continentali | Coppe continentali | Altre coppe | Altre coppe | Altre coppe | Totale | Totale | Totale |
| Stagione        | Squadra          | Comp            | Pres       | Reti       | Comp            | Pres            | Reti            | Comp               | Pres               | Reti               | Comp        | Pres        | Reti        | Pres   | Reti   |        |
| --------------- | ---------------- | --------------- | ---------- | ---------- | --------------- | --------------- | --------------- | ------------------ | ------------------ | ------------------ | ----------- | ----------- | ----------- | ------ | ------ | ------ |
| 2012            | Univ. San Martín | PD              | 12         | 1          |                 | -               | -               | CS                 | 2                  | 0                  |             | -           | -           | 14     | 1      |        |
| 2013            | Univ. San Martín | PD              | 6          | 0          |                 | -               | -               |                    | -                  | -                  |             | -           | -           | 6      | 0      |        |
| 2014            | Univ. San Martín | PD              | 13         | 0          | CP              | 12              | 2               |                    | -                  | -                  |             | -           | -           | 25     | 2      |        |
| 2015            | Univ. San Martín | PD              | 1          | 0          | CP              | 1               | 0               |                    | -                  | -                  |             | -           | -           | 2      | 0      |        |
| 2016            | Univ. San Martín | PD              | 1          | 0          |                 | -               | -               |                    | -                  | -                  |             | -           | -           | 1      | 0      |        |
| 2017            | Unión Huaral     | SD              | 25         | 5          |                 | -               | -               |                    | -                  | -                  |             | -           | -           | 25     | 5      |        |
| 2018            | U. César Vallejo | SD              | 27         | 4          |                 | -               | -               |                    | -                  | -                  |             | -           | -           | 27     | 4      |        |
| 2019            | U. César Vallejo | L1              | 32         | 3          |                 | -               | -               |                    | -                  | -                  |             | -           | -           | 32     | 3      |        |
| 2020            | U. César Vallejo | L1              | 18         | 0          |                 | -               | -               |                    | -                  | -                  |             | -           | -           | 18     | 0      |        |
| 2021            | Cienciano        | L1              | 8          | 0          |                 | -               | -               |                    | -                  | -                  |             | -           | -           | 8      | 0      |        |
| Totale carriera | Totale carriera  | Totale carriera | 143        | 13         |                 | 13              | 2               |                    | 2                  | 0                  |             | -           | -           | 158    | 15     |        |

### Cronologia presenze e reti in nazionale
| Cronologia completa delle presenze e delle reti in nazionale ― Perù | Cronologia completa delle presenze e delle reti in nazionale ― Perù | Cronologia completa delle presenze e delle reti in nazionale ― Perù | Cronologia completa delle presenze e delle reti in nazionale ― Perù | Cronologia completa delle presenze e delle reti in nazionale ― Perù | Cronologia completa delle presenze e delle reti in nazionale ― Perù | Cronologia completa delle presenze e delle reti in nazionale ― Perù | Cronologia completa delle presenze e delle reti in nazionale ― Perù |
| Data                                                                | Città                                                               | In casa                                                             | Risultato                                                           | Ospiti                                                              | Competizione                                                        | Reti                                                                | Note                                                                |
| ------------------------------------------------------------------- | ------------------------------------------------------------------- | ------------------------------------------------------------------- | ------------------------------------------------------------------- | ------------------------------------------------------------------- | ------------------------------------------------------------------- | ------------------------------------------------------------------- | ------------------------------------------------------------------- |
| 21-6-2021                                                           | Goiânia                                                             | Colombia                                                            | 1 – 2                                                               | Perù                                                                | Coppa America 2021 - 1º turno                                       | -                                                                   | 92’                                                                 |
| 27-6-2021                                                           | Brasilia                                                            | Venezuela                                                           | 0 – 1                                                               | Perù                                                                | Coppa America 2021 - 1º turno                                       | -                                                                   | 73’                                                                 |
| 6-7-2021                                                            | Rio de Janeiro                                                      | Brasile                                                             | 1 – 0                                                               | Perù                                                                | Coppa America 2021 - Semifinale                                     | -                                                                   | 46’                                                                 |
| 10-7-2021                                                           | Brasilia                                                            | Colombia                                                            | 3 – 2                                                               | Perù                                                                | Coppa America 2021 - Finale 3º-4º posto                             | -                                                                   | 69’                                                                 |
| 5-9-2021                                                            | Lima                                                                | Perù                                                                | 1 – 0                                                               | Venezuela                                                           | Qual. Mondiali 2022                                                 | -                                                                   | 85’                                                                 |
| 10-10-2021                                                          | La Paz                                                              | Bolivia                                                             | 1 – 0                                                               | Perù                                                                | Qual. Mondiali 2022                                                 | -                                                                   | 86’                                                                 |
| 14-10-2021                                                          | Buenos Aires                                                        | Argentina                                                           | 1 – 0                                                               | Perù                                                                | Qual. Mondiali 2022                                                 | -                                                                   | 45+2’ 73’                                                           |
| 11-11-2021                                                          | Lima                                                                | Perù                                                                | 3 – 0                                                               | Bolivia                                                             | Qual. Mondiali 2022                                                 | -                                                                   | 80’                                                                 |
| 1-2-2022                                                            | Lima                                                                | Perù                                                                | 1 – 1                                                               | Ecuador                                                             | Qual. Mondiali 2022                                                 | -                                                                   | 34’ 46’                                                             |
| 5-6-2022                                                            | Cornellà de Llobregat                                               | Perù                                                                | 1 – 0                                                               | Nuova Zelanda                                                       | Amichevole                                                          | -                                                                   | 75’                                                                 |
| Totale                                                              |                                                                     | Presenze                                                            | 10                                                                  |                                                                     | Reti                                                                | 0                                                                   |                                                                     |

## Palmarès

### Competizioni nazionali
- Segunda División: 1

U. César Vallejo: 2018